# Ingvar Lindell
Ingvar Albert Lindell, född 23 augusti 1904 i Växjö landsförsamling, död 8 februari 1993 i Säve, Göteborg, var en svensk jurist och socialdemokratisk politiker.

## Biografi
Ingvar Lindell var son till överläkare Emil Lindell och Manja Albert. Han studerade vid Lunds universitet, där han 1925 avlade juris kandidatexamen. Därefter anlitades han som sekreterare i Sveriges riksdag och åt Justitiekanslern, Justitieombudsmannen och Militieombudsmannen. År 1936 blev han assessor i Svea hovrätt och 1942 hovrättsråd. Sistnämnda år blev Lindell även tillfällig lagbyråchef vid Folkhushållningsdepartementet, en post som två år senare blev ordinarie. År 1944 blev han samtidigt tillfällig rättschef vid socialdepartementet och året därpå tillfällig statssekreterare vid samma departement. Under dessa år deltog Lindell i flera statliga kommissioner och utredningar.
Lindell var ordinarie statssekreterare i Justitiedepartementet 1947–1949 och justitieråd 1949–1951. Under åren 1951–1957 var han konsultativt statsråd och justitieminister 1957–1959. Slutligen var han landshövding i Hallands län 1959–1971. År 1977 hade Lindell i uppdrag av regeringen att göra en enmansutredning om successionsordningen, med anledning av att drottning Silvia väntade kungaparets första barn. Han lade fram den i mars, där han förordade en grundlagsändring, så att kognatisk tronföljd skulle införas. Efter att två riksdagar röstat för hans förslag, antogs kognatisk tronföljd den 1 januari 1980, vilket fick till följd att kungaparets äldsta barn, Victoria blev tronarvinge.

### Familj
Ingvar Lindell var gift med Aja Lyberg, dotter till sjöingenjör Ture Lyberg. Hans bror Tore Lindell var advokat i Malmö, delägare av fiman Adv. Lindell & Bachmann i Malmö, och svärson till Torsten Thunberg.